# Susan Cummings
Susan Cummings (* 10. Juli 1930 in Bayern, Deutschland als Susanne Gerda Tafel; † 3. Dezember 2016 in Sun Lakes, Arizona) war eine US-amerikanische Schauspielerin.

## Leben
Cummings begann ihre Karriere 1945 als Tänzerin in den Vereinigten Staaten. Sie trat an verschiedenen Bühnen in New York City, darunter auch am Broadway unter dem Künstlernamen Suzanne Ta Fel auf. Ihr Spielfilmdebüt hatte sie 1946 im Kurzfilm Merrily We Sing. Erst mehrere Jahre später erhielt sie weitere Filmrollen, unter anderem eine kleine Nebenrolle im mit sechs Oscars ausgezeichneten Musical Ein Amerikaner in Paris neben Gene Kelly und Leslie Caron. Ab Mitte der 1950er Jahre erhielt sie auch Fernsehrollen, gleichzeitig nahm ihre Filmkarriere an Fahrt auf. Sie spielte in Roger Cormans Filmdebüt Vier Frauen im Sumpf neben Beverly Garland und Mike Connors eine größere Nebenrolle und hatte im Western Alarm in Fort Bowie die weibliche Hauptrolle an der Seite von Chuck Connors. Eine weitere Hauptrolle hatte sie in Verboten! von Samuel Fuller neben James Best.
Eine gewisse Bekanntheit beim US-amerikanischen Fernsehpublikum erlangte sie durch die Westernserie Union Pacific. Dort spielte sie die Saloonbetreiberin Georgia, deren Golden Nugget sich in einem Eisenbahnwaggon befindet und so den Arbeitern der Gleisarbeiten der Union Pacific Railroad folgt. Die Serie mit Jeff Morrow und Judson Pratt in weiteren Hauptrollen wurde nach dem Ende der ersten Staffel mit 38 Folgen abgesetzt.
Cummings heiratete 1953 den Schauspieler Keith Larsen. Nach der Scheidung von ihm heiratete sie 1962 ein zweites Mal und zog sich mit ihrem Mann ins Privatleben zurück. Nach dem Tode ihres zweiten Mannes heiratete sie 1976 ein drittes Mal.

## Filmografie (Auswahl)

### Film
- 1951: Ein Amerikaner in Paris (An American in Paris)
- 1956: Vier Frauen im Sumpf (Swamp Women)
- 1957: Alarm in Fort Bowie (Tomahawk Trail)
- 1958: Männer, die in Stiefeln sterben (Man from God’s Country)
- 1959: Verboten!

### Fernsehen
- 1957: Perry Mason
- 1957: The Frank Sinatra Show
- 1958: Bat Masterson
- 1958–1959: Union Pacific
- 1960: Rauchende Colts (Gunsmoke)
- 1960: Die Unbestechlichen (The Untouchables)
- 1961: Am Fuß der blauen Berge (Laramie)
- 1962: Twilight Zone (The Twilight Zone)